# Chute Yumbilla
 (mai 2025).
Si vous disposez d'ouvrages ou d'articles de référence ou si vous connaissez des sites web de qualité traitant du thème abordé ici, merci de compléter l'article en donnant les références utiles à sa vérifiabilité et en les liant à la section « Notes et références ».
La chute Yumbilla est une chute d'eau du Pérou.

## Caractéristiques
La chute Yumbilla est constituée de 4 sauts. Au total, la chute d'eau mesure 896 m de haut.

## Localisation
La chute Yumbilla est située dans le district de Cuispes, province de Bongará, région d'Amazonas, au Pérou.